# Теоремы Фрагмена — Линделёфа о росте регулярных функций
Теоремы Фрагмена — Линделёфа о росте регулярных функций — утверждения о том, что функция комплексного переменного {\displaystyle F(z)}, регулярная в некоторой бесконечной области {\displaystyle D} и непрерывная в {\displaystyle {\overline {D}}}, а также ограниченная на границе {\displaystyle \partial D} области {\displaystyle D}, или ограничена всюду в {\displaystyle {\overline {D}}} или внутри {\displaystyle D} достаточно быстро растёт — тем "быстрее", чем меньше область {\displaystyle D}.

## Теорема Фрагмена — Линделёфа о верхней полуплоскости
Пусть функция {\displaystyle F(z)} регулярна в полуплоскости {\displaystyle Rez>0} и непрерывна в полуплоскости {\displaystyle Rez\geqslant 0}, причём {\displaystyle \mid F(iy)\mid <C_{0}}, {\displaystyle -\infty <y<\infty }. Тогда или {\displaystyle \mid F(z)\mid <C_{0}} при всех {\displaystyle z}, {\displaystyle Rez\geqslant 0} или функция {\displaystyle F(z)} имеет в полуплоскости {\displaystyle Rez\geqslant 0} порядок {\displaystyle \rho }, не меньший единицы.

### Пояснения
Число {\displaystyle \rho } называется порядком целой функции {\displaystyle F(z)}, если {\displaystyle \rho =\varlimsup _{t\to \infty }{\frac {\ln \ln M_{F}(r)}{\ln r}}}. Иначе говоря, целая функция имеет порядок {\displaystyle \rho }, если для любого {\displaystyle \epsilon >0} существует константа {\displaystyle C_{\epsilon }} и последовательность возрастающих к {\displaystyle \infty } положительных
чисел {\displaystyle r_{k}}, такие, что 
{\displaystyle \max _{0\leqslant \varphi \leqslant 2\pi }\mid F(re^{i\varphi })\mid \leqslant C_{\epsilon }exp(r^{\rho +\epsilon })},
{\displaystyle r>0},
{\displaystyle \max _{0\leqslant \varphi \leqslant 2\pi }\mid F(r_{k}e^{i\varphi })\mid \geqslant C_{\epsilon }exp(r_{k}^{\rho +\epsilon })},
{\displaystyle k=1,2,}.

## Доказательство
Доказательство есть в книге 
. 